# Amédée Forestier
Pour les articles homonymes, voir Forestier.
Amédée Forestier, né en 1854 à Paris et mort le 14 ou le 18 novembre 1930 à Dulwich, est un peintre franco-britannique spécialisé en paléoart. Il a également réalisé des portraits et des scènes historiques.